# Mark Swinton
Pour les articles homonymes, voir Swinton.
Mark Swinton, né à Chester, Cheshire, est un claveciniste et organiste classique anglais.

## Biographie
Mark Swinton effectue ses études à la King's School puis étudie l'orgue avec Roger Fisher à la cathédrale de Chester. Il intègre ensuite l'Université d'York, où il obtient un baccalauréat ès arts en musique en 2002 et une maîtrise ès arts en musique en 2004. Il a notamment comme professeurs David Briggs, Roger Fisher, Francis Jackson et John Scott Whiteley, et il participe à des classes de maître avec Johannes Geffert et Gillian Weir.
En 2003, Mark Swinton est nommé organiste de la chapelle de Clifton College à Bristol, puis en 2005, il devient organiste adjoint à l'Abbaye de Bath.
En septembre 2008, organiste à l'église paroissiale de Kendal, il dirige les chœurs de garçons et d'hommes, le Congregational Choir mixte et fonde de nouveaux chœurs pour les garçons et les filles juniors ; il organise une série de récitals d'orgue à Kendal, et dirige également Kendal South Choir dans leur programme de concerts.
Mark Swinton est nommé directeur adjoint de la musique à la collégiale de St Mary, Warwick en octobre 2011, où il assure la formation et l'accompagnement des  chorales de garçons, filles et hommes, notamment en concert, y compris lors des premières d'œuvres de Naji Hakim et David Briggs, en tournée au Royaume-Uni mais aussi à l'étranger, à la radio et à la télévision.
Membre du Royal College of Organists depuis 2006, Mark Swinton donne de nombreux récitals dans tout le Royaume-Uni, en particulier dans les cathédrales de Birmingham, Bradford, Bristol, Chester, Coventry, Hereford, Portsmouth, Ripon, Sheffield, Southwark, St Albans et Truro ainsi qu'à l'Église Saint-Michael, Cornhill, la Chapelle Wesley, les Christchurch Priory (en), St Bees Priory (en), Hull City Hall (en), Reading Town Hall (en), le Lancaster Town Hall, le Museum of Bath Architecture (en) et la Cathédrale d'York. Il s'est également produit en France, en Allemagne, en Espagne et aux Pays-Bas en tant que soliste et accompagnateur.

## Discographie
Mark Swinton enregistre pour le label Willowhayne Records.
- Colours of the Klais - Mark Swinton, orgue Klais de l'Abbaye de Bath (2007, Cloister Records)
- Un album de la famille Bach : œuvres de Johann Bernhard Bach, Heinrich Bach, Wilhelm Friedemann Bach, Johann Michael Bach, Wilhelm Friedemann Bach et Carl Philipp Emanuel Bach - Mark Swinton, orgue de sainte-Mary de Warwick (en) (2016, Willowhayne Records) (OCLC 999384967)
- The ord-tempered harpsichord : œuvres de Farnaby, Tisdale, Haendel, Scarlatti, Stanley et Cimarosa - Mark Swinton, clavecin Longman & Broderip 1785 (28-29 mars 2016, Willowhayne Records WHR040)